# Pseudonomba typica
Pseudonomba typica är en tvåvingeart som beskrevs av Cherian 1989. Pseudonomba typica ingår i släktet Pseudonomba och familjen fritflugor. Inga underarter finns listade i Catalogue of Life.